# Hossoland
Hossoland 2025. május 31. napjával történő tervezett megnyitásával Európa egyik legnagyobb vidám- és élményparkja. A kalandpark Lengyelországban, a Nyugat-pomerániai vajdaságban található, Szczecin és Kołobrzeg között.
A vidámpark Szczecintől észak-keletre valamivel több mint 80 km távolságra található Brojce nevű falu közelében található.  A Balti-tenger partján lévő Kołobrzeg városa mintegy 35 km-re fekszik. A német fővárostól, Berlintől pedig 200 km a távolsága. A megnyitása előtt a híradásokban a Párizs melletti Disneyland riválisaként mutatták be. 
A Hosso Group által működtetett park a lengyel tengerpart eddigi legnagyobb turisztikai beruházása. A létesítmény 400 000 négyzetméteres területen helyezkedik el, 50 különféle attrakció kap helyet.  A területének nagysága nagyjából megegyezik a németországi Schleswig-Holsteinben található „Hansa-Park” területével.

## Története
A hatalmas park terveit először 2017-ben jelentették be.  Az építkezés kezdete 2022. szeptember 7. napjával kezdődött meg.
A park megnyitására a tervek szerint 2025. május végi időponttal kerül sor. A nyitást eredetileg 2024-re tervezték, de végül az építkezés késedelmei miatt 2025 tavaszára halasztották.  A teljes beruházási értéke forintba átszámítva elérte a 925 milliárd forintot. A beruházással első ütemben 300 új munkahelyet hoznak létre.
A helyszín kiválasztása során szerepet játszott az, hogy a népszerű turisztikai régiók (Kołobrzeg, Międzyzdroje és Pobierowo) a közelben vannak, így számítanak az üdülővendégek látogatásaira.A befektetők arra számítanak, hogy a nyári hónapokban a Balti-tenger partvidékét felkereső nyaralók a vidámparkba is el fognak látogatni, többek között Németországból is. A szczecini repülőtér közelsége (egyórás autóútra van) miatt az élménypark külföldről, például Londonból is könnyel elérhető a fapados járatoknak köszönhetően.

## Látványosságai, szórakozási lehetőségek
Az élménypark látványosságait a helyi balti legendák és mesék ihlették. A park középpontjában egy látványos világítótorony áll.
A Hossoland négy különálló tematikus zónára épül: a Sárkányok titokzatos völgye, a Vikingek Földje, Baltambrya Királysága és a Hableányok Városa. A projekt célja, hogy egy egész régiót felvirágoztasson, ezért 50 attrakciót terveztek. A park tervének rajza vízicsúszdákat, egy óriási láncos körhintát, egy csónakhintát és több hullámvasutat, például egy fordított hullámvasutat mutat, ahol a pálya alatt lehet utazni. Az első hullámvasutat 2025. elejére már üzembe helyezték. A GhostRider nevű acél hullámvasút szerkezete 53 méter magas és akár 116 km/órás sebességgel is képes száguldani. A megépítése több millió eurót tett ki.
A területen mintegy 20 kávézó és étterem kerül megnyitásra. A „Hossoland” vidámparkba szóló jegyárak 35 és 41 euró között mozognak személyenként, szezontól függően. A főszezon június 28-tól augusztus 31-ig tart majd, ezen időszakban a belépődíj mértéke 169 Zloty.  A  gyerekeknek 85 cm magasságig ingyenes lesz a belépés. 

### Fejlesztési tervek
A helyszín nemcsak Lengyelországon belül teszi kiemelkedő látványossággá, hanem a közeli európai nagyvárosok lakosai számára is kulcsfontosságú úti cél, ami a regionális turizmus jelentős fellendítését ígéri. A jövőbeli tervek között szerepel egy vízi park és további tematikus zónák megépítése.